# 圣巴尔多禄茂主教座堂 (比尔森)

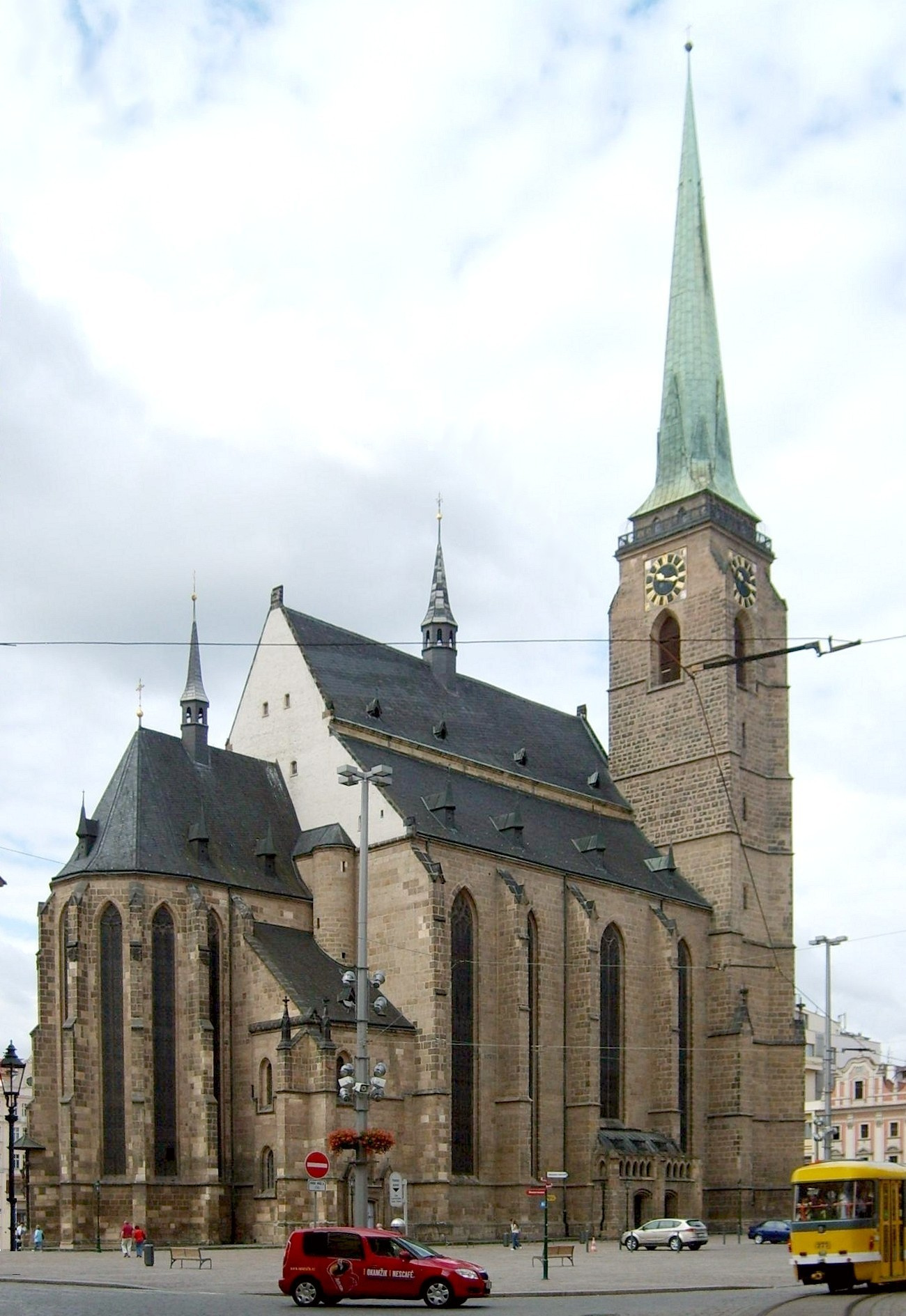
圣巴尔多禄茂主教座堂

比尔森圣巴尔多禄茂主教座堂（捷克语：katedrála sv. Bartoloměje）是天主教比尔森教区的主教座堂，耸立在捷克共和国西部城市比尔森的主广场，哥特式风格，始建于13世纪末，完成于16世纪初。
教堂长58米，阔30米，尖顶高102.3米，是捷克最高的尖顶。在1981年以前，是捷克高度第三位的建筑物。
1993年，教宗若望保禄二世成立天主教比尔森教区，于是圣巴尔多禄茂教堂成为一座主教座堂。
这座教堂是国家保护的文化古迹，向公众开放。